# Stratiomyoidea
Stratiomyoidea je nadfamilija muva (red Diptera). Njihove antene imaju primitivnu strukturu. Karakteristična morfološka karakteristika jedne porodice, Pantophthalmidae, je veličina tela: ova porodica obuhvata neke vrste koje spadaju među najveće dvokrilce, dostižući raspon krila i do 10 cm. Larve Stratiomyoidea žive u vodenim ili kopnenim staništima i uglavnom su čistači koji se hrane organskim materijalom.
Ove mušice se lako mogu razlikovati kao odrasle po sledećim karakterima: radijalne vene grupisane napred, završavaju se ispred vrha krila; obalna vena, koja se obično završava mnogo pre vrha i diska krila.